# Mugilogobius
Mugilogobius és un gènere de peixos de la família dels gòbids i de l'ordre dels perciformes.

## Taxonomia
- Mugilogobius abei (Jordan & Snyder, 1901)
- Mugilogobius adeia (Larson & Kottelat, 1992)
- Mugilogobius amadi (Weber, 1913)
- Mugilogobius cagayanensis (Aurich, 1938)
- Mugilogobius cavifrons (Weber, 1909)
- Mugilogobius chulae (Smith, 1932)
- Mugilogobius duospilus (Fowler, 1953)
- Mugilogobius durbanensis (Barnard, 1927)
- Mugilogobius fasciatus (Larson, 2001)[2]
- Mugilogobius filifer (Larson, 2001)[2]
- Mugilogobius fontinalis (Jordan & Seale, 1906)
- Mugilogobius fusca (Herre, 1940)
- Mugilogobius fusculus (Nichols, 1951)
- Mugilogobius inhacae (Smith, 1959)
- Mugilogobius karatunensis (Aurich, 1938)
- Mugilogobius latifrons (Boulenger, 1897)
- Mugilogobius lepidotus (Larson, 2001)[2]
- Mugilogobius littoralis (Larson, 2001)[2]
- Mugilogobius mertoni (Weber, 1911)
- Mugilogobius myxodermus (Herre, 1935)
- Mugilogobius notospilus (Günther, 1877)
- Mugilogobius paludis (Whitley, 1930)
- Mugilogobius parvus (Oshima, 1919)
- Mugilogobius platynotus (Günther, 1861)
- Mugilogobius platystomus (Günther, 1872)
- Mugilogobius rambaiae (Smith, 1945)
- Mugilogobius rexi (Larson, 2001)[2]
- Mugilogobius rivulus (Larson, 2001)[2]
- Mugilogobius sarasinorum (Boulenger, 1897)
- Mugilogobius stigmaticus (De Vis, 1884)
- Mugilogobius tagala (Herre, 1927)
- Mugilogobius tigrinus (Larson, 2001)[2]
- Mugilogobius wilsoni (Larson, 2001)[2]
- Mugilogobius zebra (Aurich, 1938)[3][4][5][6][7][8]